# A Royal Divorce (film, 1926)
Pour les articles homonymes, voir A Royal Divorce.
Pour plus de détails, voir Fiche technique et Distribution.
A Royal Divorce est un film britannique réalisé par Alexander Butler, sorti en 1926.

## Synopsis
Évocation du divorce de l'empereur Napoléon Ier et de son épouse l'impératrice Joséphine.

## Fiche technique
- Titre : A Royal Divorce
- Réalisation : Alexander Butler
- Scénario : Walter Summers d'après la pièce de C. C. Collingham et W. G. Wills
- Pays d'origine :  Royaume-Uni
- Format : Noir et blanc - 1,33:1 - Film muet
- Genre : Film historique
- Date de sortie : 1926

## Distribution
- Gwylim Evans : Napoléon Ier
- Gertrude McCoy : Joséphine de Beauharnais
- Lillian Hall-Davis : Stephanie
- Mary Dibley : Marie-Louise d'Autriche
- Jerrold Robertshaw : Charles-Maurice de Talleyrand-Périgord